# Behexen
Behexen je finská black metalová kapela založená Hornsem a Hoath Torogem v roce 1994 původně pod názvem Lords of the Left Hand. V roce 1996 se přejmenovala na současný název. Stěžejní tematikou je rouhání a satanismus.
Logo kapely je stylizováno do obrazce tvořeného netopýřími křídly, součástí je několik obrácených křížů a obrácený pentagram.
V roce 1995 vyšlo první demo Reality is in Evil (ještě pod názvem Lords of the Left Hand) a v roce 2000 první studiové album s názvem Rituale Satanum.

## Diskografie

### Demo nahrávky
- Reality is in Evil (1995) – ještě pod názvem Lords of the Left Hand
- Eternal Realm (1997)
- Blessed Be the Darkness (1998)

### Studiová alba
- Rituale Satanum (2000)
- By the Blessing of Satan (2004)
- My Soul for His Glory (2008)
- Nightside Emanations (2012)

### EP
- From the Devil's Chalice (2008)

### Split nahrávky
- Horna / Behexen (2004) – split s kapelou Horna
- Behexen / Satanic Warmaster (2008) – split s kapelou Satanic Warmaster